# Beschränktes symmetrisches Gebiet
In der Mathematik sind beschränkte symmetrische Gebiete ein Begriff aus der komplexen Analysis. Es handelt sich um Teilmengen eines komplexen Vektorraumes, in denen man zu jedem Punkt eine Symmetrie an diesem Punkt (analog zur Punktspiegelung der euklidischen Geometrie) hat. 
In der Funktionentheorie mehrerer Variablen und der modernen Zahlentheorie spielen verschiedene Quotientenräume beschränkter symmetrischer Gebiete eine große Rolle. Beispielsweise sind Shimura-Varietäten ein zentraler Teil des Langlands-Programms.

## Definition
Ein beschränktes symmetrisches Gebiet ist ein beschränktes Gebiet {\displaystyle \Omega \subset \mathbb {C} ^{n}}, zu dem es für jedes {\displaystyle z\in \Omega } eine biholomorphe Involution {\displaystyle \sigma _{z}\colon \Omega \to \Omega } mit {\displaystyle z} als einzigem Fixpunkt gibt.

## Beispiel

Zu jedem Punkt hat man eine “Punktspiegelung” als Symmetrie der hyperbolischen Ebene.

Die Einheitskreisscheibe {\displaystyle {\bf {D}}=\left\{z\in \mathbb {C} \colon \Vert z\Vert <1\right\}} ist ein beschränktes symmetrisches Gebiet. Man kann sie nämlich mit einer hyperbolischen Metrik {\displaystyle {\tfrac {4dz^{2}}{(1-\Vert z\Vert ^{2})^{2}}}} versehen, die entsteht, indem man die euklidische Metrik mit {\displaystyle {\tfrac {4}{(1-\Vert z\Vert ^{2})^{2}}}} multipliziert. Die mit dieser Metrik gemessenen Abstände zwischen zwei Punkten gehen also gegen Unendlich, wenn man sich dem Rand der Kreisscheibe annähert.
Die Kreisscheibe mit dieser hyperbolischen Metrik ist ein symmetrischer Raum, man hat also zu jedem Punkt {\displaystyle z\in {\bf {D}}} eine isometrische “Punktspiegelung” an {\displaystyle z}. (Diese ist keine euklidische Isometrie, sondern eine Isometrie der hyperbolischen Metrik.) Andererseits sind die Isometrien der hyperbolischen Metrik alle biholomorphe Abbildungen, man bekommt also zu jedem Punkt eine biholomorphe Abbildung mit {\displaystyle z} als einzigem Fixpunkt.

## Beschränkte symmetrische Gebiete als hermitesche symmetrische Räume
In der riemannschen Geometrie entsprechen die beschränkten symmetrischen Gebiete den nicht-kompakten, nicht-flachen, nichtpositiv gekrümmten hermiteschen symmetrischen Räumen.
Sei {\displaystyle D} ein beschränktes symmetrisches Gebiet. Mit Hilfe des Bergman-Kerns {\displaystyle K(z,w)} definiert man die Bergman-Metrik auf {\displaystyle D}. Für diese Metrik ist jede biholomorphe Abbildung von {\displaystyle D} eine Isometrie. Insbesondere ist {\displaystyle D} mit dieser Metrik ein hermitescher symmetrischer Raum.
Umgekehrt kann jeder hermitesche symmetrische Raum nichtkompakten Typs mittels der Harish-Chandra-Einbettung als beschränktes symmetrisches Gebiet realisiert werden.